# Next Generation ATP Finals 2021
El Next Generation ATP Finals 2021, oficialment conegut com Intesa Sanpaolo Next Gen ATP Finals 2021, és l'esdeveniment d'exhibició de la temporada 2021 de tennis en categoria masculina per a tennistes menors de 21 anys. La quarta edició del torneig es va celebrar sobre pista dura entre el 9 i el 13 de novembre de 2021 al PalaLido Allianz Cloud de Milà, Itàlia.

## Classificació
Al torneig hi van accedir els set millor classificats en el rànquing "ATP Race to Milan", a banda d'un convidat per l'organització. Els tennistes seleccionables havien de ser menors de 21 anys a l'inici de la temporada (nascuts el 1998 o posterior).
| Núm. | Rq  | Tennista              | Punts | Any naixement |
| ---- | --- | --------------------- | ----- | ------------- |
| −    | 10  | Jannik Sinner         | 3.015 | 2001          |
| −    | 11  | Félix Auger-Aliassime | 2.420 | 2000          |
| 1    | 32  | Carlos Alcaraz        | 1.454 | 2003          |
| 2    | 39  | Sebastian Korda       | 1.195 | 2000          |
| −    | 56  | Jenson Brooksby       | 1.004 | 2000          |
| 3    | 58  | Lorenzo Musetti       | 906   | 2002          |
| 4    | 63  | Brandon Nakashima     | 833   | 2001          |
| 5    | 91  | Juan Manuel Cerúndolo | 765   | 2001          |
| 6    | 111 | Sebastián Báez        | 656   | 2000          |
| 7    | 109 | Holger Rune           | 639   | 2003          |
| 8    | 67  | Hugo Gaston           | 592   | 2000          |
| S1   | 164 | Jiří Lehečka          | 405   | 2001          |
| S2   | 129 | Tomáš Macháč          | 314   | 2000          |
| S3   | 221 | Flavio Cobolli        | 295   | 2002          |

|  | Tennistes classificats per l'ATP Finals 2021 |
|  | Renúncia                                     |

## Fase grups

### Grup A
| CS | Tennista              | C. Alcaraz            | B. Nakashima             | J.M. Cerúndolo        | H. Rune                  | V − D | Sets  | Jocs    | Pos. |
| 1  | Carlos Alcaraz        |                       | 4−3(4), 4−1, 4−3(4)      | 4−0, 4−1, 2−4, 4−3(3) | 4−3(6), 4−2, 4−0         | 3 − 0 | 9 − 1 | 38 − 20 | 1    |
| 4  | Brandon Nakashima     | 3−4(4), 1−4, 3−4(4)   |                          | 4−1, 3−4(3), 4−1, 4−0 | 3−4(3), 4−1, 4−1, 4−3(1) | 2 − 1 | 6 − 5 | 37 − 27 | 2    |
| 5  | Juan Manuel Cerúndolo | 0−4, 1−4, 4−2, 3−4(3) | 1−4, 4−3(7), 1−4, 0−4    |                       | 1−4, 2−4, 4−1, 1−4       | 0 − 3 | 3 − 9 | 22 − 42 | 4    |
| 7  | Holger Rune           | 3−4(6), 2−4, 0−4      | 4−3(3), 1−4, 1−4, 3−4(1) | 4−1, 4−2, 1−4, 4−1    |                          | 1 − 2 | 4 − 7 | 27 − 35 | 3    |

### Grup B
| CS | Tennista        | S. Korda                         | L. Musetti                       | S. Báez                  | H. Gaston                        | V − D | Sets  | Jocs    | Pos. |
| 2  | Sebastian Korda |                                  | 4−2, 4−3(4), 4−2                 | 4−3(3), 4−2, 4−2         | 3−4(2), 3−4(6), 4−0, 4−3(3), 4−0 | 3 − 0 | 9 − 2 | 42 − 25 | 1    |
| 3  | Lorenzo Musetti | 2−4, 3−4(4), 2−4                 |                                  | 1−4, 1−4, 4−3(5), 3−4(5) | 4−3(4), 4−3(6), 2−4, 3−4(7), 4−2 | 1 − 2 | 4 − 8 | 33 − 43 | 3    |
| 6  | Sebastián Báez  | 3−4(3), 2−4, 2−4                 | 4−1, 4−1, 3−4(5), 4−3(5)         |                          | 4−3(2), 4−2, 4−2                 | 2 − 1 | 6 − 4 | 34 − 28 | 2    |
| 8  | Hugo Gaston     | 4−3(2), 4−3(6), 0−4, 3−4(3), 0−4 | 3−4(4), 3−4(6), 4−2, 4−3(7), 2−4 | 3−4(2), 2−4, 2−4         |                                  | 0 − 3 | 4 − 9 | 34 − 47 | 4    |

## Fase final
| Semifinals | Semifinals        | Semifinals | Semifinals | Semifinals | Semifinals | Semifinals |  |  | Final | Final           | Final | Final | Final | Final | Final |
|            |                   |            |            |            |            |            |  |  |       |                 |       |       |       |       |       |
| 1          | Carlos Alcaraz    | 4          | 4          | 4          |            |            |  |  |       |                 |       |       |       |       |       |
| 6          | Sebastián Báez    | 2          | 1          | 2          |            |            |  |  |       |                 |       |       |       |       |       |
|            |                   |            |            |            |            |            |  |  | 1     | Carlos Alcaraz  | 4     | 4     | 4     |       |       |
|            |                   |            |            |            |            |            |  |  | 2     | Sebastian Korda | 3⁵    | 2     | 2     |       |       |
| 2          | Sebastian Korda   | 4          | 2          | 1          | 4          | 4          |  |  |       |                 |       |       |       |       |       |
| 4          | Brandon Nakashima | 3          | 4          | 4          | 2          | 2          |  |  |       |                 |       |       |       |       |       |